# Кружняков, Иван Маркович
Иван Маркович Кружняков (1909—1977) — старшина Рабоче-крестьянской Красной Армии, участник Польского похода РККА, советско-финской и Великой Отечественной войн, полный кавалер ордена Славы.

## Биография
Иван Кружняков родился 19 марта 1909 года в деревне Волоковая (ныне — Смоленский район Смоленской области) в крестьянской семье. Окончил три класса школы, работал в колхозе. В 1939 году Кружняков был призван на службу в Рабоче-крестьянскую Красную армию. Принимал участие в Польском походе РККА и советско-финской войне. В 1940 году Кружняков был демобилизован, вернулся на родину, продолжил работать в колхозе. В июне 1941 года он повторно был призван в армию. С того же времени — на фронтах Великой Отечественной войны. Принимал участие в боях на Западном, Калининском, 1-м и 3-м Белорусских фронтах.

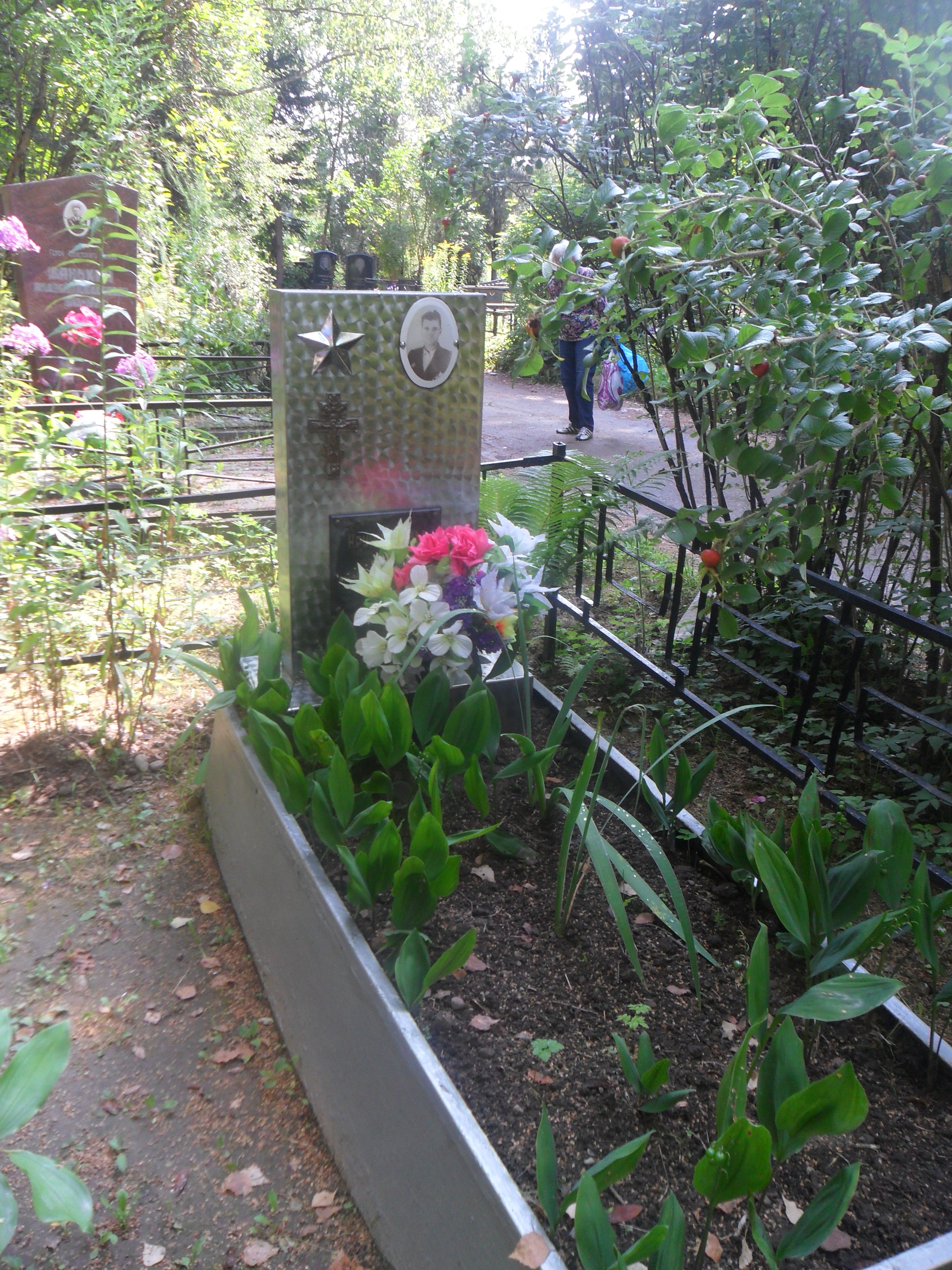
Могила Кружнякова на Новом кладбище Смоленска.

Осенью 1943 года в ходе подготовки наступления в районе деревни Золище Витебской области Белорусской ССР, сапёрам, одним из которых был Кружняков, была поставлена задача в ночь с 7 на 8 ноября проделать проходы в минных полях и обеспечить пропуск танков и их сопровождение до выполнения боевой задачи. Несмотря на вражеский огонь, Кружняков снял 64 противотанковые мины и сделал два прохода в проволочных заграждениях. Взаимодействуя с танковыми подразделениями в ходе наступления, Кружняков разминировал мост через реку, который был подготовлен немецкими войсками к подрыву. За отличие в тех боях Кружняков был награждён медалью «За отвагу».
В последующих боях Кружняков, помимо сапёрной деятельности, был пулемётчиком, разведчиком и связистом. В 1944 году он вступил в ВКП(б).
В ночь с 28 на 29 февраля 1944 года у деревни Лисичина Витебской области красноармеец Кружняков, несмотря на массированный вражеский огонь, проделал проход в проволочном заграждении и обеспечил разведгруппе захват «языка». Приказом от 13 марта 1944 года Кружняков был награждён орденом Славы 3-й степени.
30 апреля 1944 года у деревни Серкизув Турийского района Волынской области Украинской ССР сапёрное отделение сержанта Кружнякова вступило в бой с превосходящими силами противника. Сапёры отразили несколько вражеских контратак и перешли в наступление, захватив и закрепившись во вражеской траншее. Кружняков в том бою проявил себя как умелый командир, гранатомётчик и пулемётчик. Сапёрам удалось удержать занятые позиции до подхода подкреплений. Под непосредственным руководством Кружнякова отделение уничтожило около 50 вражеских солдат и офицеров, подавило 3 огневые точки. За отличие в том бою все его участники были награждены орденами и медалями. Приказом командира 61-го стрелкового корпуса от 5 июля 1944 года Кружняков был награждён орденом Славы 2-й степени.
18 июля 1944 года в ходе прорыва вражеской обороны на реке Турья в 25 километрах к юго-востоку от Любомля сапёры Кружнякова проделали четыре прохода в проволочных и минных заграждениях, сняли более 100 мин, обеспечив тем самым продвижение наступающим полковым подразделениям. Форсировав реку, Кружняков со своими сапёрами захватил и удерживал плацдарм на противоположном её берегу.
Указом Президиума Верховного Совета СССР от 24 марта 1945 года за «мужество, отвагу и героизм, проявленные в борьбе с немецкими захватчиками» сержант Иван Кружняков был награждён орденом Славы 1-й степени за номером 549, став таким образом полным кавалером ордена Славы.
В Польше 134-я стрелковая дивизия, в составе которой воевал Кружняков, действовала на Пулавском плацдарме в составе войск 69-го корпуса. Кружнякову с его товарищами пришлось ставить минные заграждения, а впоследствии, когда советские войска перешли в контрнаступление, сапёрам его отделения пришлось разминировать и свои минные поля, и вражеские, сняв в общей сложности более 300 мин. За успешное разминирование местности в районе Коханува в январе 1945 года Кружняков был награждён орденом Отечественной войны 1-й степени.
После окончания войны в 1945 году в звании старшины Кружняков был демобилизован. Вернулся на родину, работал в совхозе «Авдюковский», проживал в Смоленске. Умер 18 июня 1977 года, похоронен на Новом кладбище Смоленска.